# Tomasz Cwalina
Tomasz Cwalina (ur. 13 kwietnia 1973) – polski sędzia piłkarski z Gdańska (Pomorski ZPN). W I lidze sędziował w sumie 24 mecze w sezonach 2002/2003, 2003/2004 i 2004/05. Z zawodu jest policjantem. 
Nazwisko Tomasza Cwaliny znalazło się na opublikowanej w sierpniu 2006 przez Przegląd Sportowy liście Fryzjera. 
31 maja 2007 został przesłuchany przez Wydział Dyscypliny PZPN w związku z aferą korupcyjną. Sędzia zaprzeczył, że miał do czynienia z ustawianiem wyników meczów. W lipcu 2010 roku został oskarżony o korupcję.